# Fat Music Vol. V: Live Fat, Die Young
Live Fat, Die Young è la quinta raccolta pubblicata dall'etichetta Fat Wreck Chords nel 2001. Ha raggiunto la posizione numero 187 della Billboard 200.

## Tracce
1. Down This Road - Zero Down
2. Let Me Down - No Use for a Name
3. Seattle Was A Riot - Anti-Flag
4. Always - Good Riddance
5. Flesh And Bones - Fabulous Disaster
6. I Believe - Sick of it All
7. Shut The Door - Mad Caddies
8. Dear James - Consumed
9. Novacain - Strung Out
10. Hearing Aid - Bracket
11. Prognosis: Fuck You - Frenzal Rhomb
12. San Francisco Fat - NOFX
13. Join The Ranks - Rise Against
14. Alison's Disease - Lagwagon
15. R.A.F. - WIZO
16. War Is Peace, Slavery Is Freedom, May All Your Interventions Be Humanitarian - Propagandhi
17. Bad Place - Tilt
18. Who's Asking - Snuff
19. Hats Off To Larry (cover di Del Shannon) - Me First and the Gimme Gimmes
20. I Follow - $wingin' Utter$